# Listă de scriitori peruani
Aceasta este o listă de scriitori peruani.

## A
- Martín Adán (1908–1985)
- Ciro Alegría (1909–1967)
- Marie Arana (n. 1949)
- Cesar Vallejo (1892 – 1938)
- José María Arguedas (1911–1969)

## B
- Micky Bane (n. 1983)
- Jaime Bayly (n. 1965)
- Michael Bentine (1922–1996)
- Alfredo Bryce Echenique (n. 1939)

## C
- Mercedes Cabello de Carbonera (1845-1909)
- Carlos Castaneda (1925-1998)
- Gamaliel Churata (1897-1957)
- Alonso Cueto (n. 1954)

## E
- José María Eguren (1874–1942)
- Blanca Varela (1926–2009)
- Jorge Eduardo Eielson (1924–2006)

## F
- Carolina Freire de Jaimes (1844-1916)

## G
- Inca Garcilaso de la Vega (c. 1539-1616)
- Manuel González Prada (1844-1918)
- Eduardo González Viaña (n. 1941)
- Felipe Guaman Poma de Ayala (c. 1535– d. după 1616)

## H
- Javier Heraud (1942-1963)
- Rodolfo Hinostroza (n. 1941)
- Javier Heraud (1942–1963)
- Luis Guillermo Hernández Camarero (1941-1977)

## J
- Luis Jochamowitz (n. 1953)

## M
- José Carlos Mariátegui (1894-1930)
- Clorinda Matto de Turner (1853-1909)
- José Luis Mejía (n. 1969)

## P
- Angélica Palma (1878–1935)
- Clemente Palma (1872–1946)
- Ricardo Palma (1833–1919)

## R
- Julio Ramón Ribeyro (1929-1994)
- Santiago Roncagliolo (n. 1975)

## S
- Sebastián Salazar Bondy (1924-1964)
- José Santos Chocano (1875-1934)
- Felipe Sassone (1884–1959)
- Manuel Scorza (1928-1983)
- Javier Sologuren (1921-2004)
- Hernando de Soto Polar (n. 1941)

## T
- Carlos Thorne Boas (born 1923)

## V
- Abraham Valdelomar (1888-1919)
- César Vallejo (1892-1938)
- Blanca Varela (1926-2009)
- Mario Vargas Llosa (n. 1936)

## W
- José Watanabe (1946–2007)